# Georg Clemens von Finckh
Georg Clemens von Finckh (* 1687 in Neuenfelde; † 1756), geboren im Alten Land des Herzogtums Bremen als Sohn des Kirchenpropstes Johann Heinrich von Finckh. 
Er wurde 1714 selbst Pastor zu Neuenfelde und später Propst. Ab 1751 war er Emeritus in Hamburg. Aus dieser Zeit stammen einige seiner bedeutenden theologischen Schriften.